# Pałac Pionierów

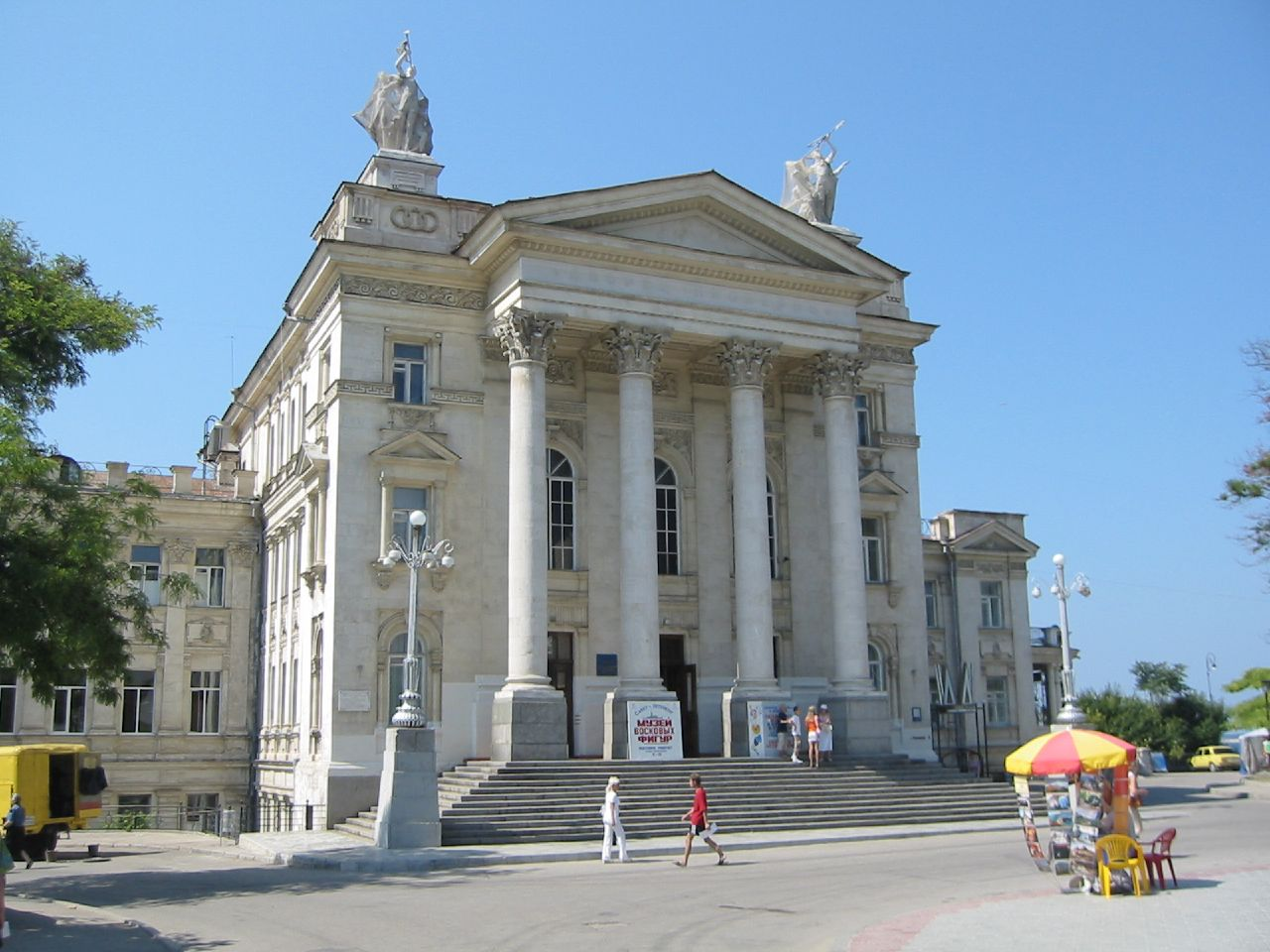
Pałac Pionierów w Sewastopolu

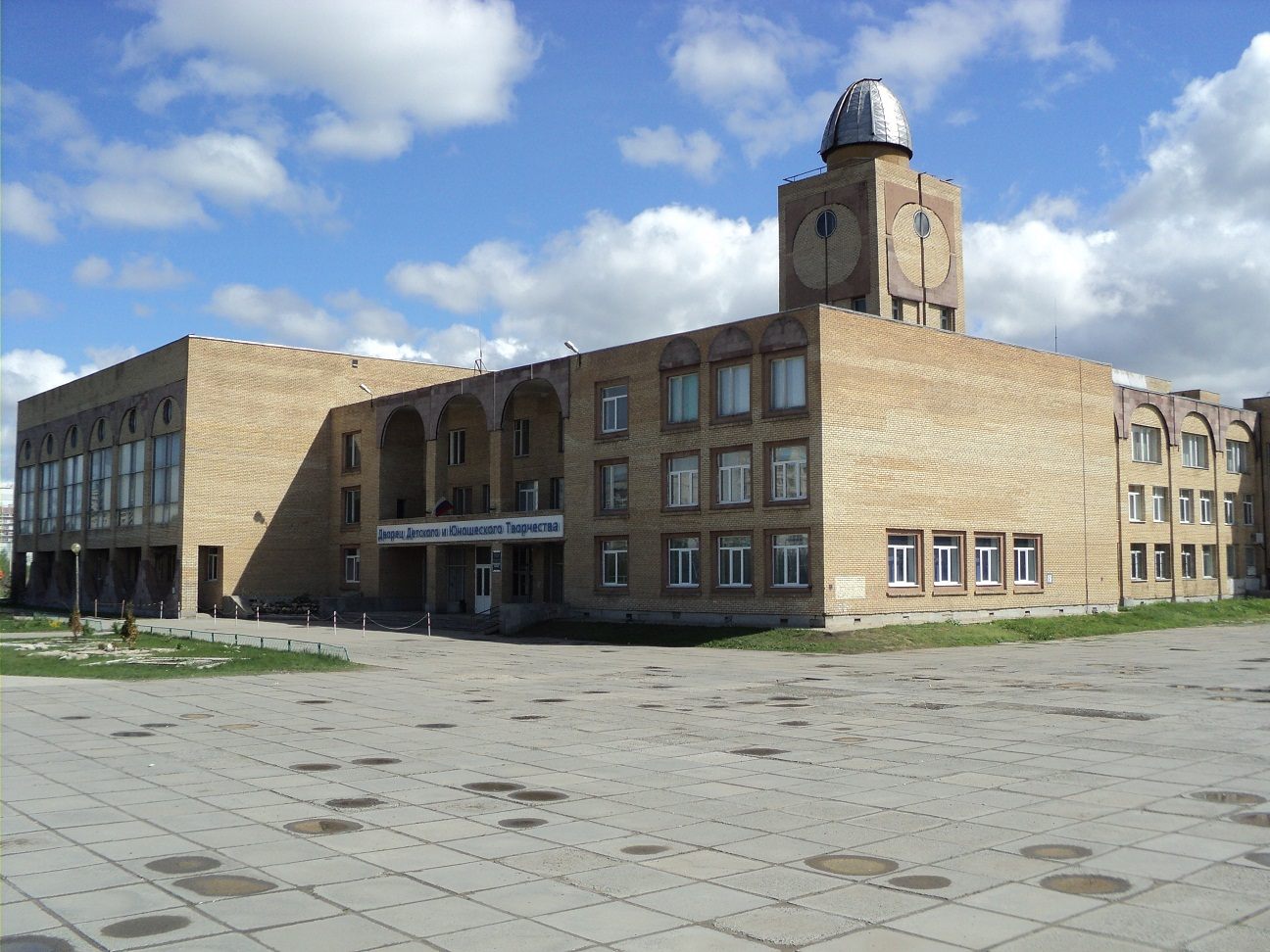
Pałac Pionierów w Togliatti

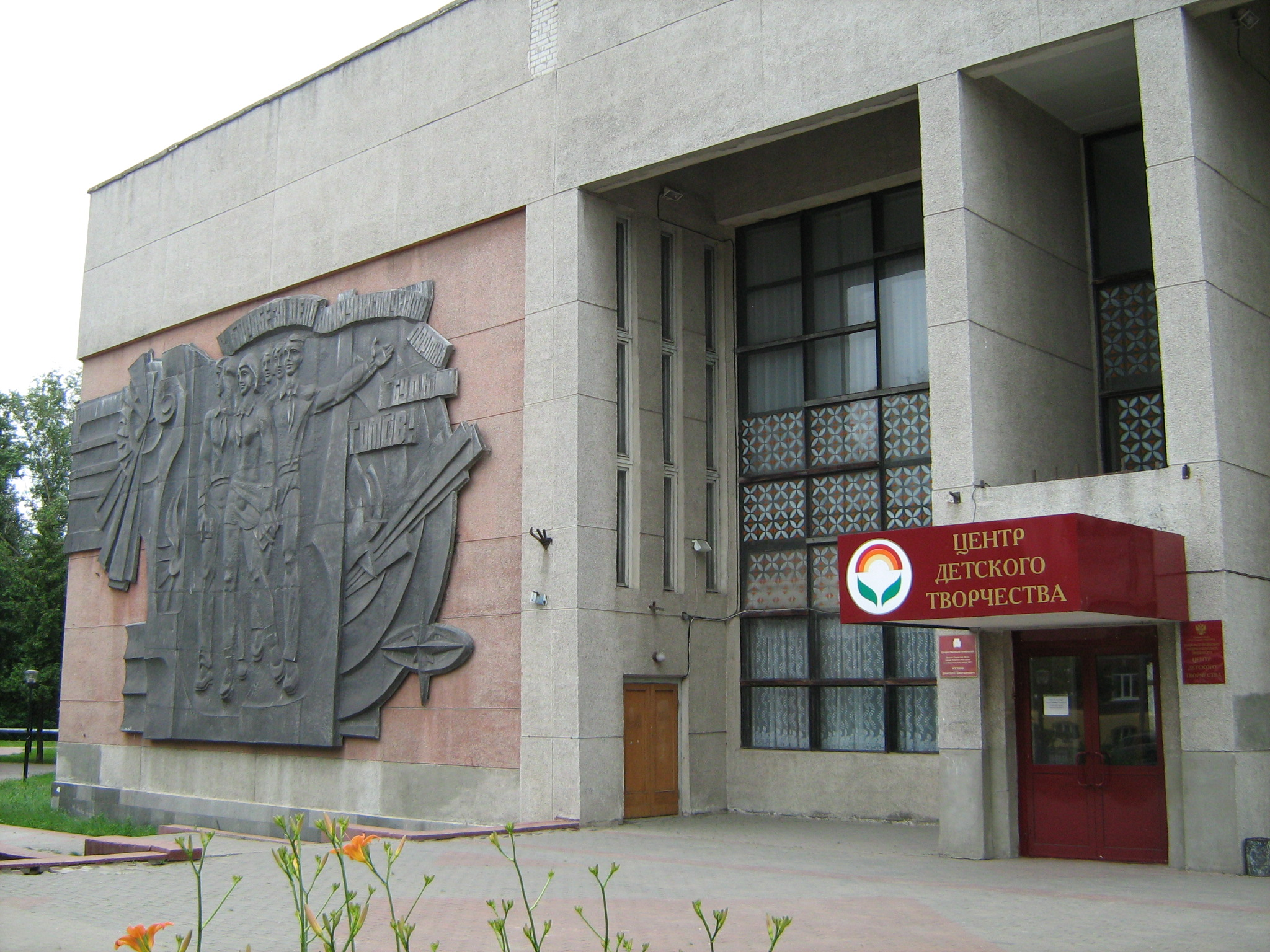
Pałac w Sormowie, kontynuujący działalność edukacyjną

Pałac Pionierów – radzieckie centrum młodzieżowe, centra takie prowadziły zajęcia pozalekcyjne, propagowały sporty, organizowały wspólną pracę pionierów. Placówki takie powstały we wszystkich republikach radzieckich. Po rozpadzie ZSRR i bloku wschodniego zostały przekształcone w młodzieżowe placówki pozaszkolne.
Poprzedniczki późniejszych pałaców powstawały w Moskwie, Leningradzie, Tbilisi, Kijowie, Irkucku i innych miastach w latach 20. i 30. XX wieku. Pierwszy Pałac Pionierów został założony 6 września 1935 roku w Charkowie w dawnym Domu Zgromadzenia Szlachty. Do 1971 roku powstało blisko 3500 placówek pionierów na terenie ZSRR. Pierwsze z nich zorganizowano w dotychczasowych pałacach i rezydencjach rodziny królewskiej a zostały znacjonalizowane po utworzeniu ZSRR w 1922 roku. Nowo budowane pałace były budowano w stylu nawiązującym do dotychczas istniejących pałaców aż do końca lat 50., następnie został wprowadzony nowy styl architektoniczny a nowo powstałe placówki budowane były od podstaw. Dwa największe pałace pionierów nawiązujące do nowego stylu powstały w Moskwie (1959–1963) i Kijowie (1965).
Pałace Pionierów różniły się od zwykłych szkół średnich, pałace składały się z wyspecjalizowanych grup hobbystycznych i sekcji. Programy nauki w pałacach zostały zaprojektowane tak, aby nie powielały materiału przerabianego w programie szkolnym a lekcje nie były obowiązkowe. Zajęcia w Pałacach były, podobnie jak w szkołach, bezpłatne, a grupy hobbystyczne zakładano z inicjatywy dzieci. W pałacach odbywały się zajęcia sportowe, kulturalne, edukacyjne, techniczne, polityczne, artystyczne, turystyczne i przyrodnicze.
Po rozpadzie państwa, większość pałaców została zamknięta, niektóre z nich stały się kasynami lub klubami. Niektóre z nich kontynuowały pracę ośrodka młodzieżowego, jednak przestały być bezpłatne.
Placówki zbliżone do Pałaców Pionierów zakładane były w pozostałych państwach bloku wschodniego i w innych krajach sojuszniczych bloku. W PRL zbliżonymi były pałace młodzieży. Niektóre z nich dalej istnieją, zaliczają się do nich m.in. Pałac Pionierów w Hanoi w Wietnamie, Centralny Pałac Pionierów Ernesto „Che” Guevary w Hawanie na Kubie i Pałac Pionierów i Młodzieży Szkolnej w Pjongjangu. Chińskie pałace w większości zostały sprywatyzowane lub przeznaczone do innych celów.